# Cmentarz żydowski w Michowie
Cmentarz żydowski w Michowie – kirkut społeczności żydowskiej niegdyś zamieszkującej Michów. 

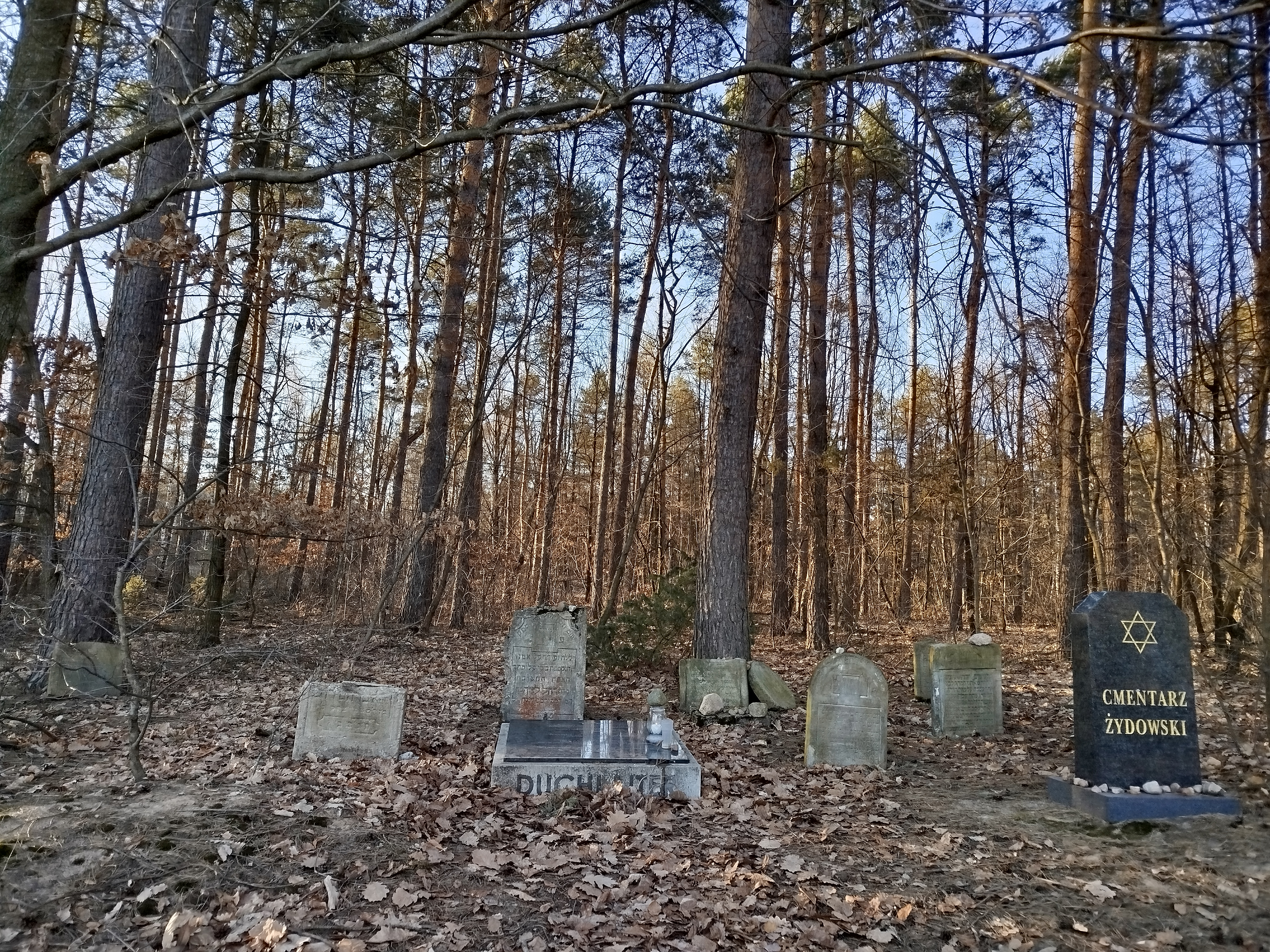
Cmentarz żydowski z Michowie w 2025 roku

Nie wiadomo dokładnie kiedy powstał. Ma powierzchnię 1,5 ha. Znajduje się na północ od miejscowości. Został zniszczony podczas II wojny światowej. Usunięte z kirkutu macewy zostały wówczas wykorzystane do budowy chodnika w centrum wsi. W późniejszych latach chodnik został wyrównany poprzez wylanie na wierzchu cienkiej warstwy betonu. W takim stanie macewy przetrwały do lat 80. XX w. Ponieważ beton był złej jakości zaczął się kruszyć, dlatego w 1988 r. podjęto decyzję o przebudowie chodnika. W trakcie zrywania starej nawierzchni macewy zostały porozbijane a następnie usunięte. Ich dalszy los jest nieznany.
W 2013 roku została postawiona pamiątkowa macewa z napisem w języku polskim „Cmentarz Żydowski” oraz zwrócono jedną macewę. Z czasem zwracane były kolejne macewy.